# Carl Moser
Carl Moser est un peintre et graveur autrichien, né le 27 janvier 1873 à Bolzano et mort le 23 juillet 1939 dans la même ville.

## Biographie
Carl Moser fait partie d'une famille de tanneurs installée à Bolzano depuis le XVIIIe siècle, qui compte plusieurs artistes autodidactes, comme son grand-père Karl Sigmund Moser (1790-1865), créateur de crèches et qui dessine un jardin public à Bolzano ; son père Karl Vinzenz Moser (de) (1818-1882) est un peintre paysagiste qui a laissé plus de 200 tableaux ou aquarelles et de nombreux dessins ; son frère Josef sera également peintre.
Carl Moser suit d'abord une formation commerciale à Dresde en 1891-1893 afin de reprendre l'affaire familiale ; mais à l'instigation du peintre Franz Defregger, lié à son père, et qui a reconnu son talent, il se forme de 1896 à 1901 à l'Académie des beaux-arts de Munich où il suit les cours de Gabriel von Hackl, Louis Herterich et Karl Raupp ; à l'issue de cette formation, il voyage en Allemagne, en Corse, en Italie et en France. Installé à Paris en 1901, il suit les cours de l'Académie Julian de 1906 à 1907.
Il découvre à Paris le japonisme en peinture et dans la gravure : la visite de l'Exposition de la gravure sur bois ancienne et moderne organisée à l'École des beaux-arts par Auguste Lepère et la Corporation des graveurs sur bois est à ce titre déterminante.

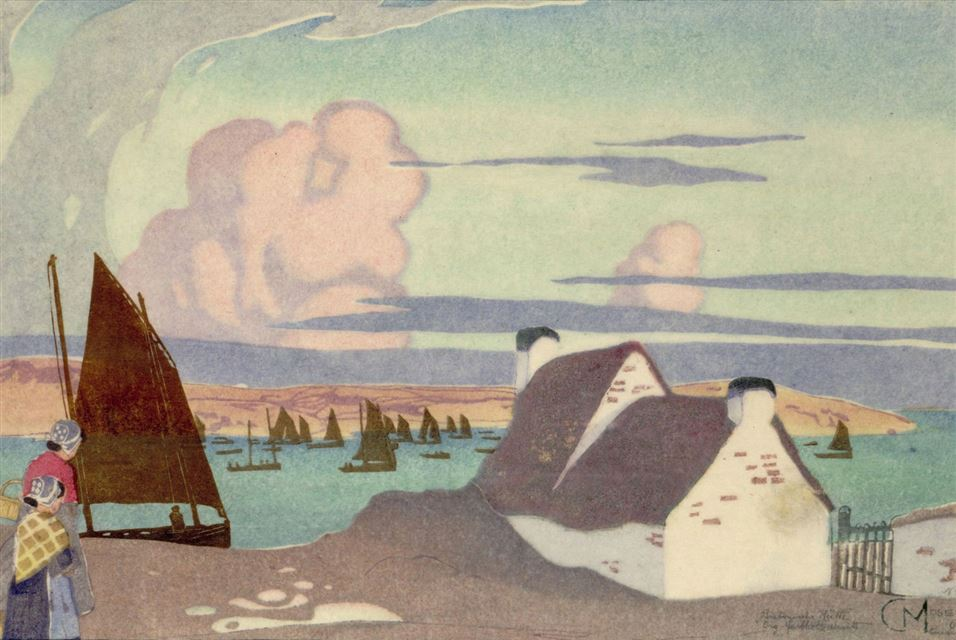
Chaumière en Bretagne, 1904, Vienne, Albertina Museum.

Moser passe ses étés en Bretagne, en particulier à Douarnenez et Concarneau ; en 1902, il fait la connaissance à Concarneau du peintre Max Kurzweil qui l'incite à se confronter à la gravure sur bois en couleur, ; à Douarnenez, il se lie avec le graveur Henri Rivière.
Il est également en contact avec le groupe des artistes qui se retrouvent au Café du Dôme à Paris, en particulier avec Jules Pascin et Albert Weisgerber.
Carl Moser opère pour la technique de la gravure sur bois en couleur une synthèse remarquable entre l'art japonais et l'art européen. Cependant, au bois, il préfère substituer le linoléum : il continue néanmoins à qualifier ses réalisations de Farbholzschnitte ou, en français « gravure sur bois originale ».
De retour à Bolzano à partir de 1907, il expose ses gravures en Allemagne ainsi qu'en Autriche dans une des galeries les plus importantes de Vienne, la Galerie Miethke ; il participe à l'exposition internationale d'art graphique à Leipzig en 1914. De 1910 à 1915, le musée de l'Albertina achète pour son cabinet d'art graphique un grand nombre de ses gravures sur bois.
Le déclenchement de la Première Guerre mondiale et la séparation après la guerre du Tyrol du Sud, devenu province autonome de Bolzano, d'avec l'Autriche et son rattachement à l'Italie, vont limiter les activités artistiques de Moser à l'Italie (en 1919, il a reçu la nationalité italienne) : il expose ses gravures lors de la plupart des Biennales de Venise et dans diverses galeries à Turin, à Rome et à Milan.
Carl Moser meurt à la fin des années trente, dans la pauvreté et oublié.
Son œuvre graphique est redécouverte dans les années soixante-dix, avec notamment l'exposition d'Innsbruck en 1978.

## Œuvre graphique
L'œuvre graphique de Carl Moser aborde trois thèmes principaux :
- la Bretagne, ses paysages, ses habitants dans leurs activités quotidiennes et leurs costumes traditionnels ; la représentation des hommes et des femmes, souvent vus de dos, tend vers la distanciation et l'anonymat. Ce thème va l'occuper pendant encore 20 ans après son retour en Autriche : il travaille alors de mémoire ou sur la base de cartes postales[6].
- le Tyrol du Sud et ses habitants ; l'accent est également mis sur les costumes et les métiers traditionnels, mais l'individu est davantage mis au premier plan et Moser se rapproche du portrait.
- les oiseaux : paon, flamant rose ou grue. Moser joue avec les contraintes formelles de la gravure sur bois japonaise. Il atteint le meilleur de son art avec la série de ses versions du paon.

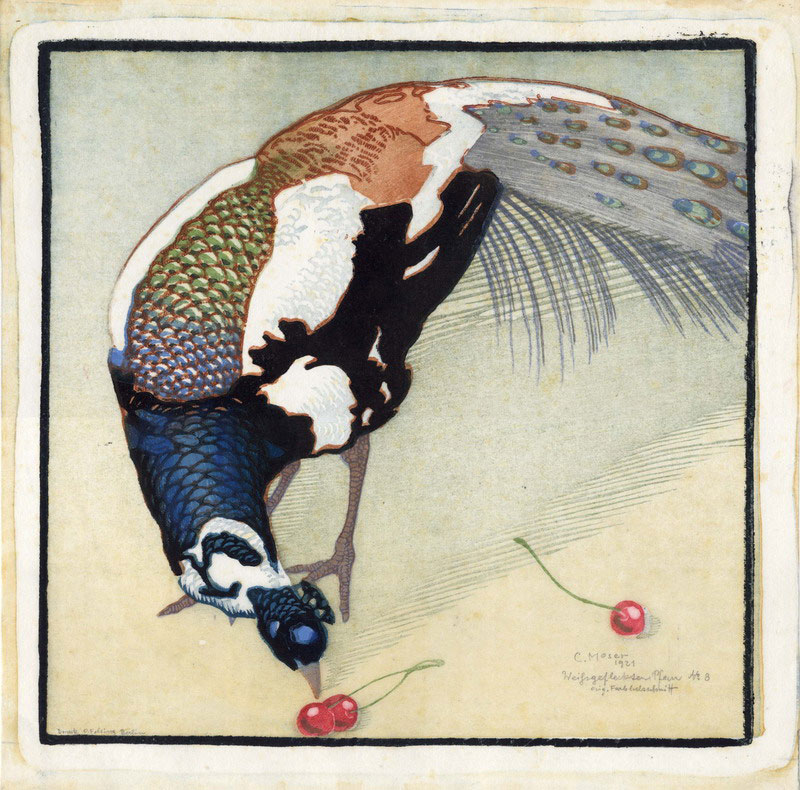
Paon avec quatre cerises (1906, gravure sur bois de fil coloriée à la main)
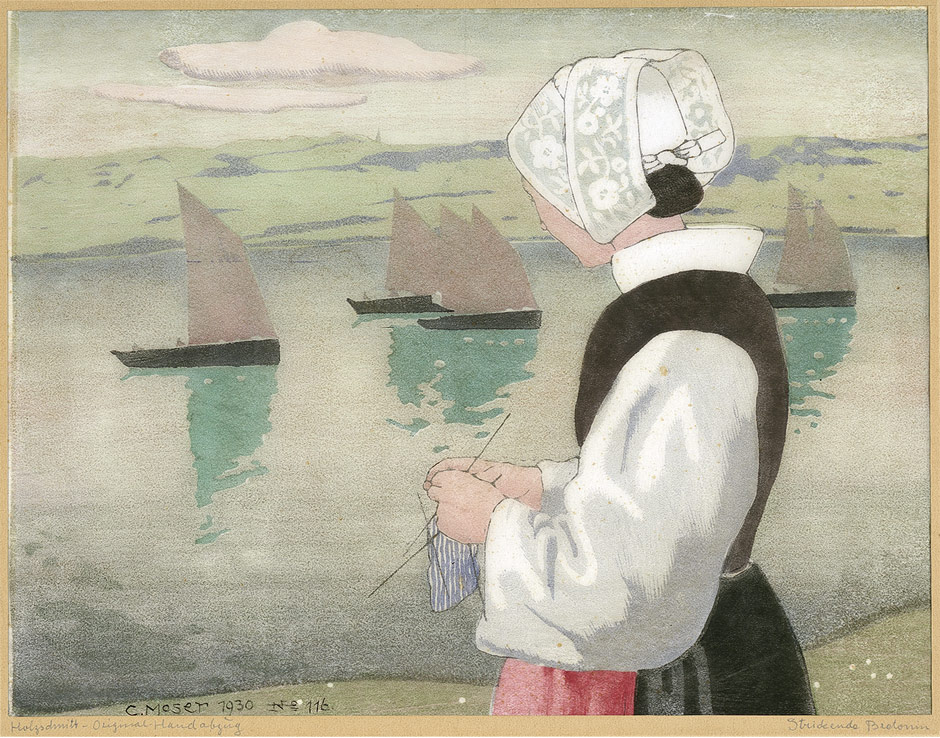
Bretonne tricotant (1926, gravure sur bois de fil coloriée à la main)
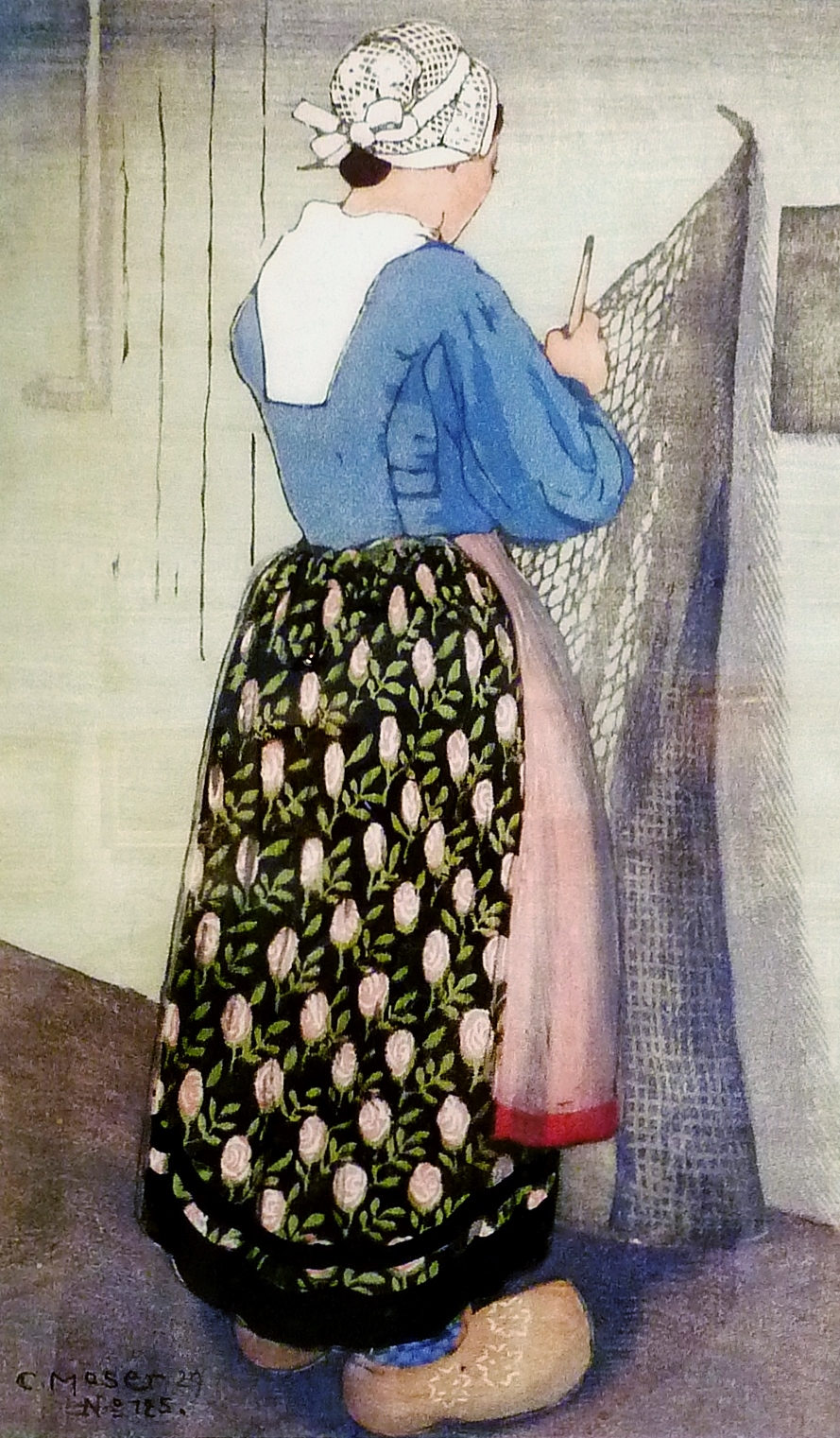
La ramendeuse de filets (1929, gravure sur bois)
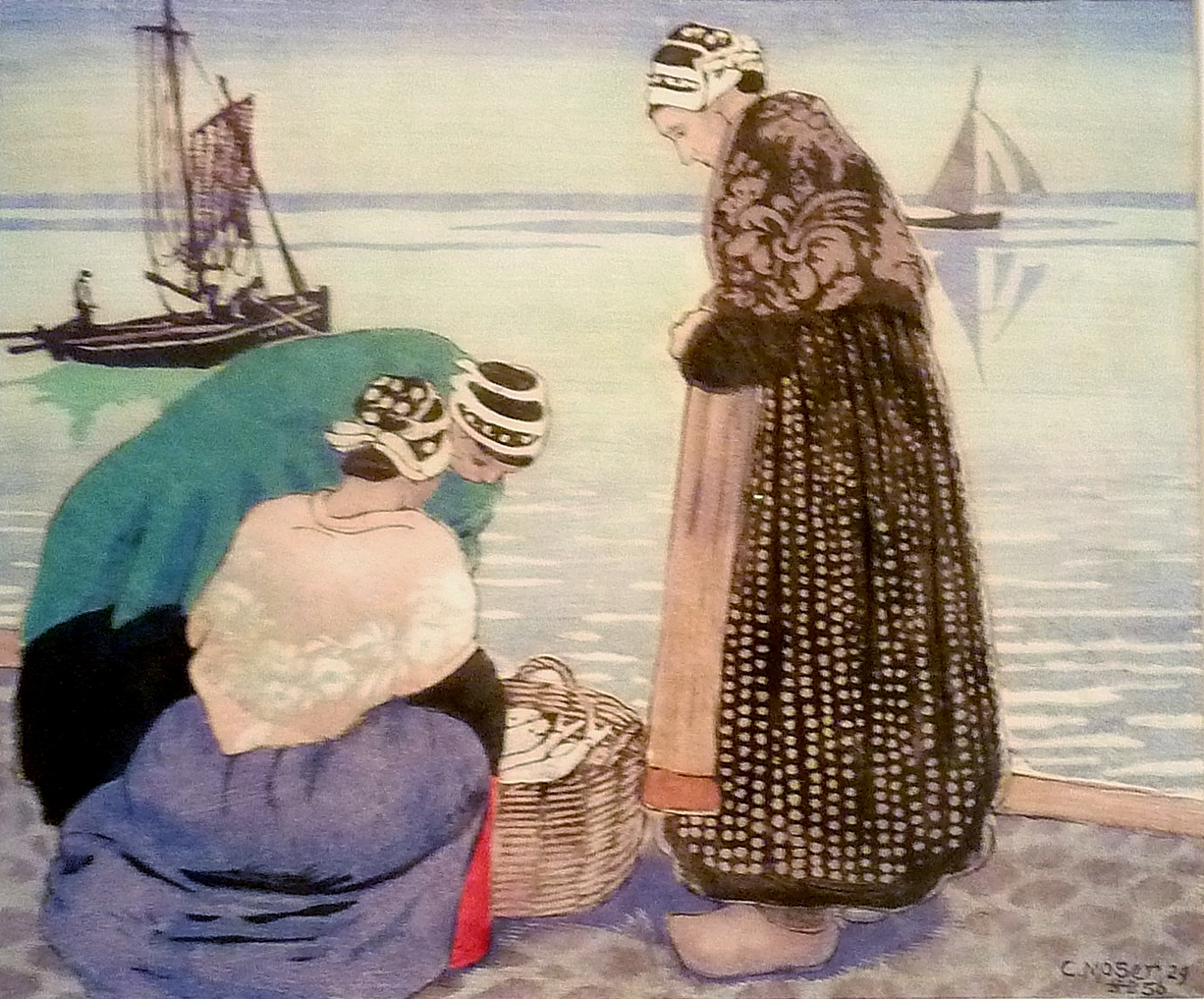
Marché aux poissons, Douarnenez (1929, gravure sur bois imprimée en couleurs, musée de Pont-Aven)
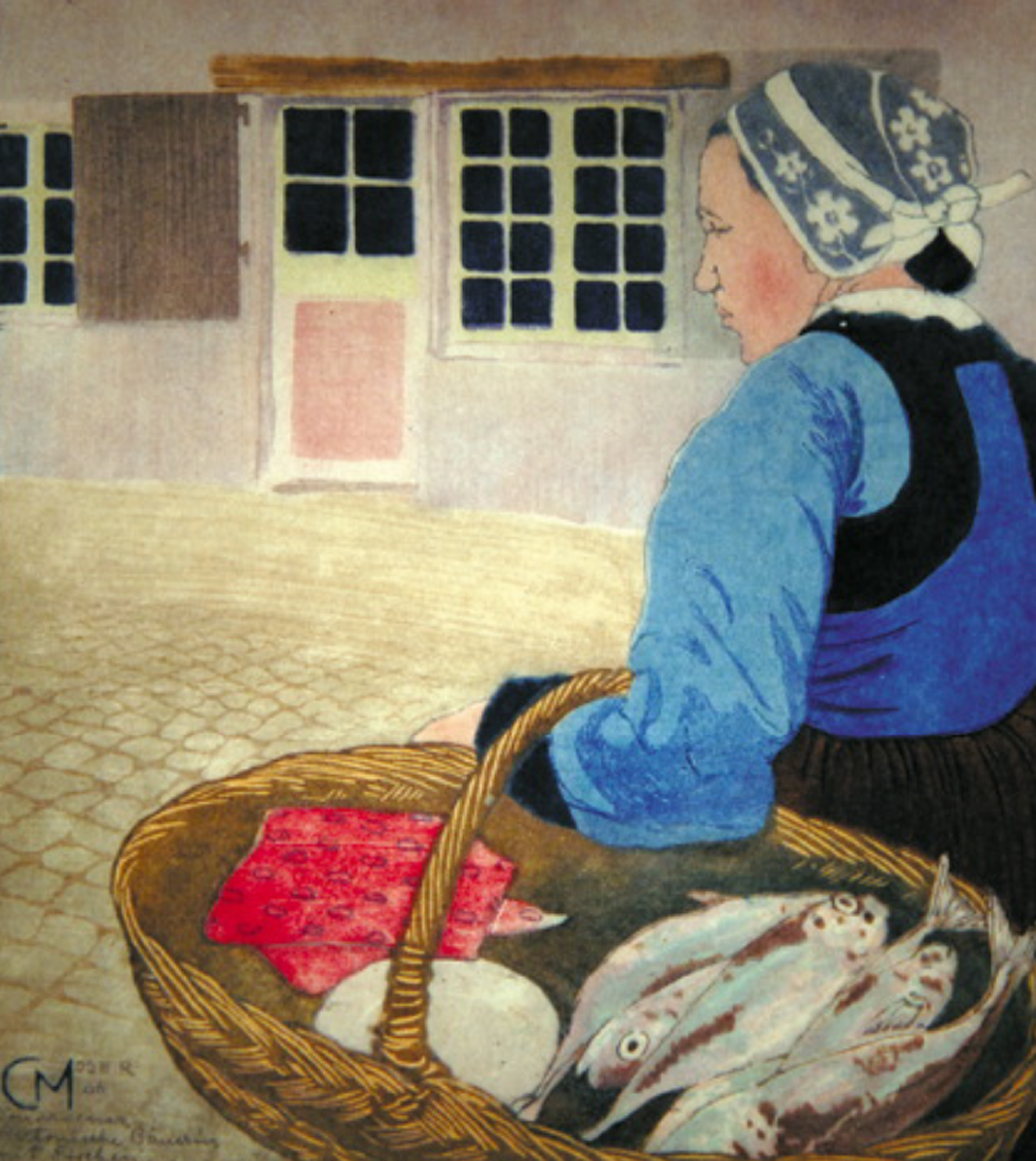
Paysanne bretonne avec ses poissons  (date inconnue)

Inspiré de l'estampe japonaise et japonisante, Carol Moser expérimente de façon parfois originale les possibilités d'impression. Contrairement à beaucoup de ses contemporains, il préfère utiliser le linoléum plutôt que le bois pour graver ses matrices. Il joue, d'un tirage à l'autre, à varier les teintes et encrages, de façon à obtenir des épreuves parfois très différentes (le même paysage à plusieurs saisons de l'année par exemple, comme dans Maison de pêcheur, réalisée en 1904). Il reprend parfois un sujet à plusieurs décennies d'intervalle et regrave tout ou partie du jeu de matrices, comme dans La rentrée des bateaux de pêche, qui connait deux versions, en 1906 et 1927.

Son œuvre gravé est marqué par un goût pour le motif ornemental : l'artiste joue, dans de nombreuses gravures, avec les dentelles et broderies des costumes traditionnels bretons et tyroliens. En cela, il se rattache pleinement au courant du Jugendstil. 

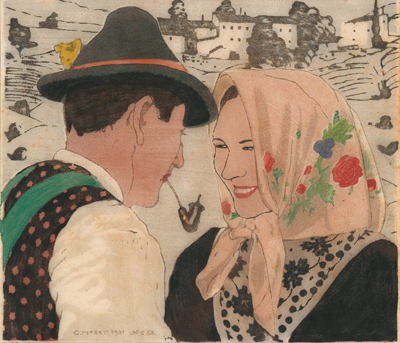
Sarner Bauern, 1907 (1931).
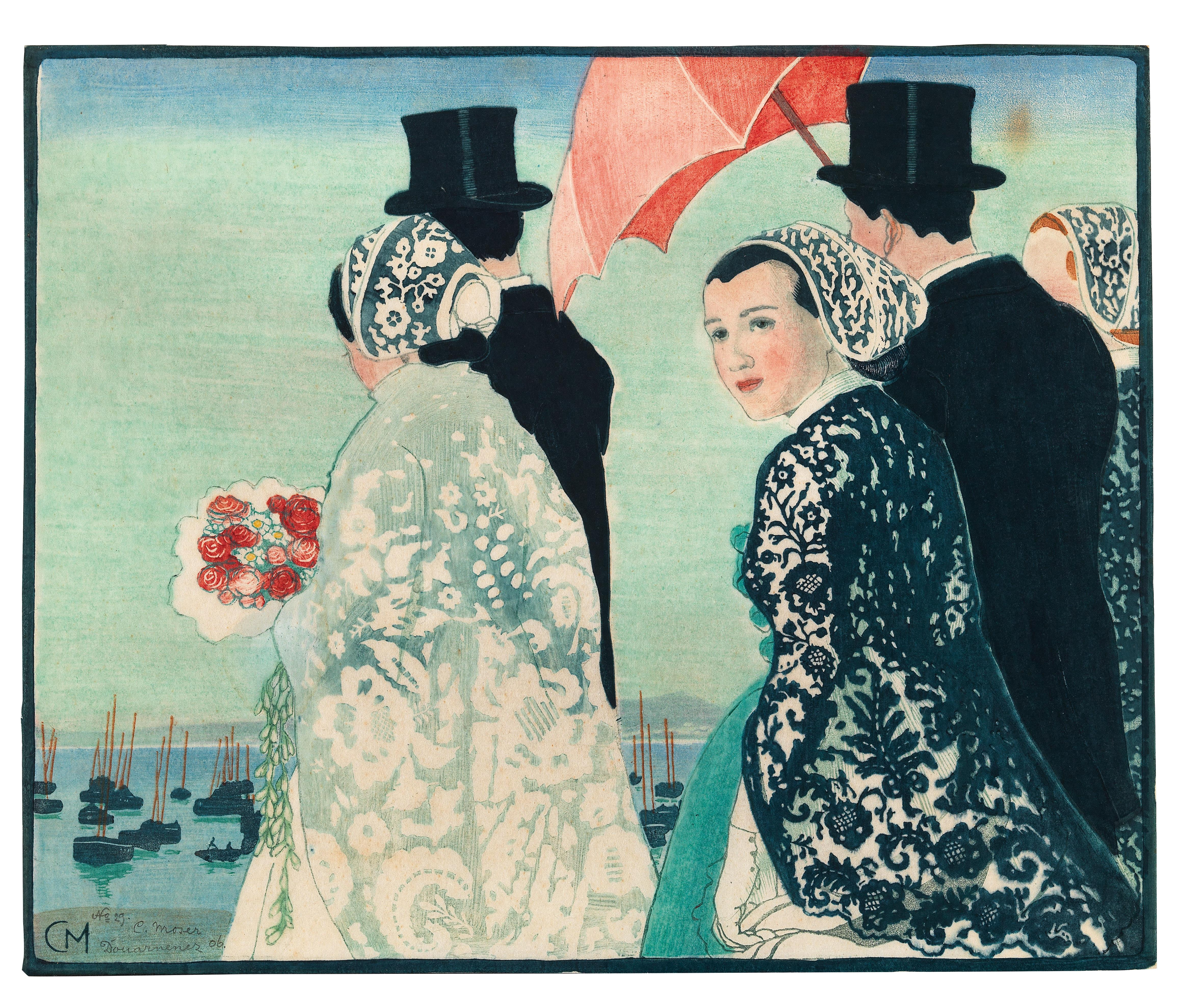
Noce bretonne, 1906.
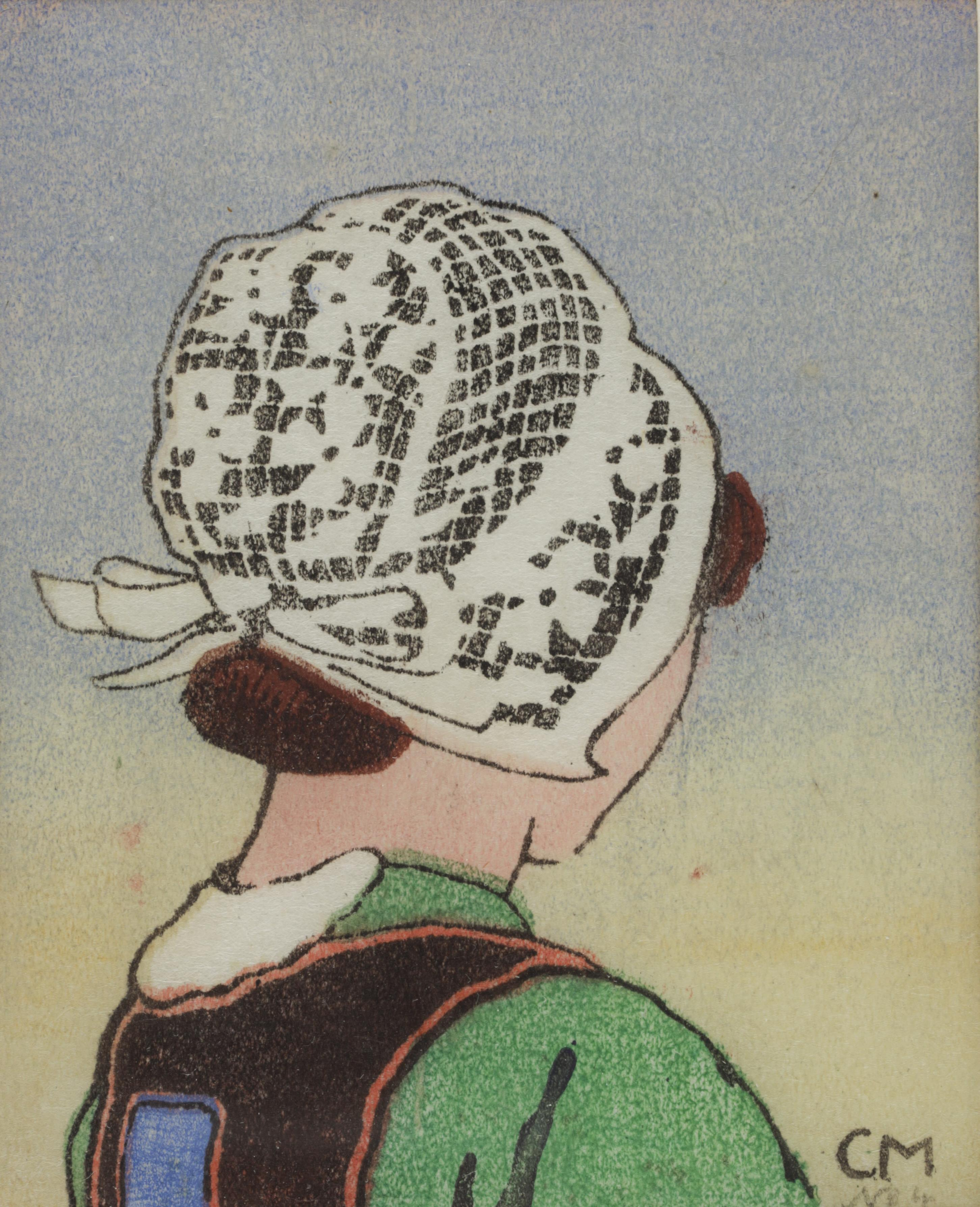
Jeune fille bretonne.
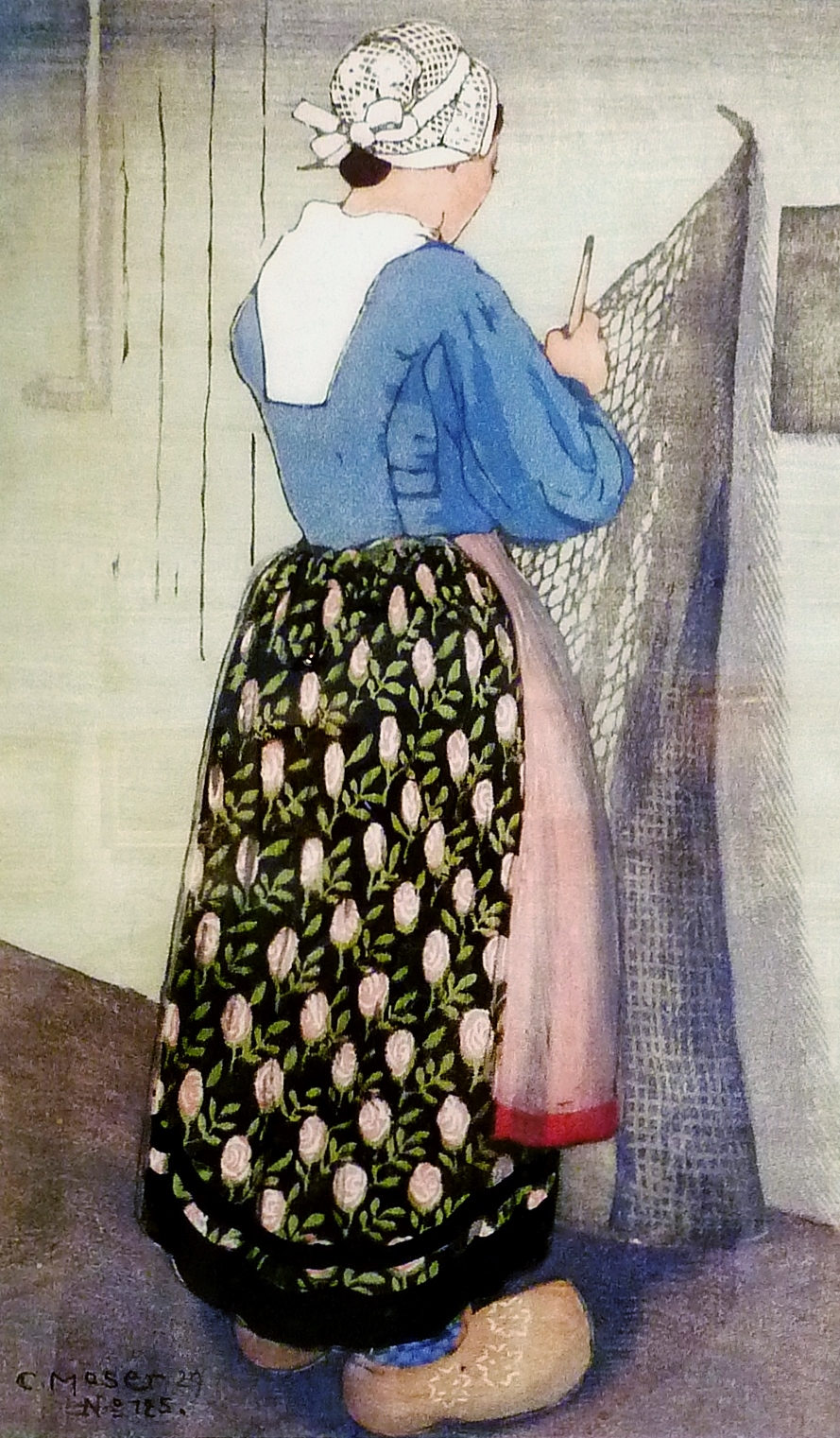
La ramendeuse de filets, 1929.

## Expositions

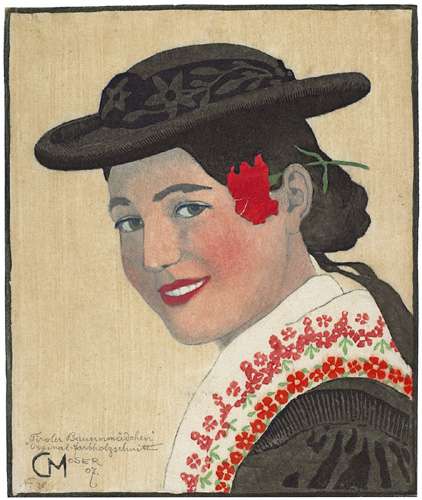
Carl Moser, Paysanne tyrolienne, 1907

- 1910 : exposition personnelle à Vienne, à la Galerie Miethke.
- Biennale de Venise : 1922, 1924, 1926, 1928, 1930, 1932, 1936.
- 1923 : exposition personnelle à Milan, à la Galleria Pesaro (it)[11].

Expositions rétrospectives : 
- 1967 : Riva (Museo Civico).
- 1978 : Innsbruck (Galerie im Taxispalais).
- 1995-1996 : Musée de Pont-Aven.
- 2010 : "Die Moser - I Moser : una famiglia di artisti bolzanini 1790-1956", Bolzano, Museo Civico[1].